# Torrubiella dimorpha
Torrubiella dimorpha är en svampart som beskrevs av Tzean, L.S. Hsieh & W.J. Wu 1998. Torrubiella dimorpha ingår i släktet Torrubiella och familjen Cordycipitaceae.   Inga underarter finns listade i Catalogue of Life.